# Pisweg
Pisweg ist eine Ortschaft in der Gemeinde Gurk im Bezirk Sankt Veit an der Glan in Kärnten (Österreich). Die Ortschaft hat 88 Einwohner (Stand 1. Jänner 2024). Pisweg war Hauptort der 1972 aufgelassenen Gemeinde Pisweg.

## Lage
Die Ortschaft liegt in den Wimitzer Bergen, auf dem Gebiet der Katastralgemeinde Pisweg, in etwa 960 m Höhe auf dem Höhenzug, der zwischen dem Wimitztal und dem Gurktal verläuft. Der Ort liegt knapp 5 Straßenkilometer südlich des Gemeindehauptorts Gurk.
In der Ortschaft werden die Hofnamen Kramerkeusche (Haus Nr. 2), Schusterkeusche (Nr. 3) und Leitgebkeusche in Pisweg (Nr. 4) geführt. 

## Geschichte
Der Ort wird 1121 als Pisuuih und 1124 als Pissiuuich erwähnt, was sich vom slowenischen Wort für Hund ableitet. Stift St. Lambrecht hatte hier im 12. Jahrhundert Grundbesitz und gründete wohl die 1164 für den Ort genannte Pfarre. Vom Ende des 13. Jahrhunderts stammt der Karner neben der Pfarrkirche Pisweg mit seinen bemerkenswerten Fresken. 1668 gab es in Pisweg bereits eine Schule.
Auf dem Gebiet der Steuergemeinde Pisweg gelegen, gehörte der Ort Pisweg in der ersten Hälfte des 19. Jahrhunderts zum Steuerbezirk Kraig und Nußberg. Bei Gründung der Ortsgemeinden Mitte des 19. Jahrhunderts wurde Pisweg Hauptort der neuen Gemeinde Pisweg. Um die Wende vom 19. zum 20. Jahrhundert gab es in Pisweg zwei Gasthäuser, einen Böttcher, einen Schmied, einen Schneider und einen Schuster.
Seit Auflösung der Gemeinde Pisweg im Zuge der Gemeindestrukturreform 1972/73 gehört die Ortschaft zur Gemeinde Gurk. Im Juli 2021 wurde die Volksschule Pisweg geschlossen.

## Bevölkerungsentwicklung
Für die Ortschaft Pisweg ermittelte man folgende Einwohnerzahlen:
- 1869: 7 Häuser, 50 Einwohner[5]
- 1880: 7 Häuser, 50 Einwohner[6]
- 1890: 7 Häuser, 53 Einwohner[7]
- 1900: 6 Häuser, 53 Einwohner[8]
- 1910: 8 Häuser, 49 Einwohner[9]
- 1923: 8 Häuser, 74 Einwohner[10]
- 1934: 60 Einwohner[11]
- 1961: 12 Häuser, 55 Einwohner[12]
- 2001: 34 Gebäude (davon 24 mit Hauptwohnsitz) mit 44 Wohnungen; 91 Einwohner und 6 Nebenwohnsitzfälle; 35 Haushalte; 7 Arbeitsstätten, 5 land- und forstwirtschaftliche Betriebe[13]
- 2011: 36 Gebäude, 104 Einwohner, 47 Haushalte, 5 Arbeitsstätten[14]
- 2021: 37 Gebäude, 81 Einwohner, 41 Haushalte, 8 Arbeitsstätten[15]

## Persönlichkeiten
- Christoph Schlait, Pfarrer in Pisweg, danach ab 1558 Bischof von Chiemsee

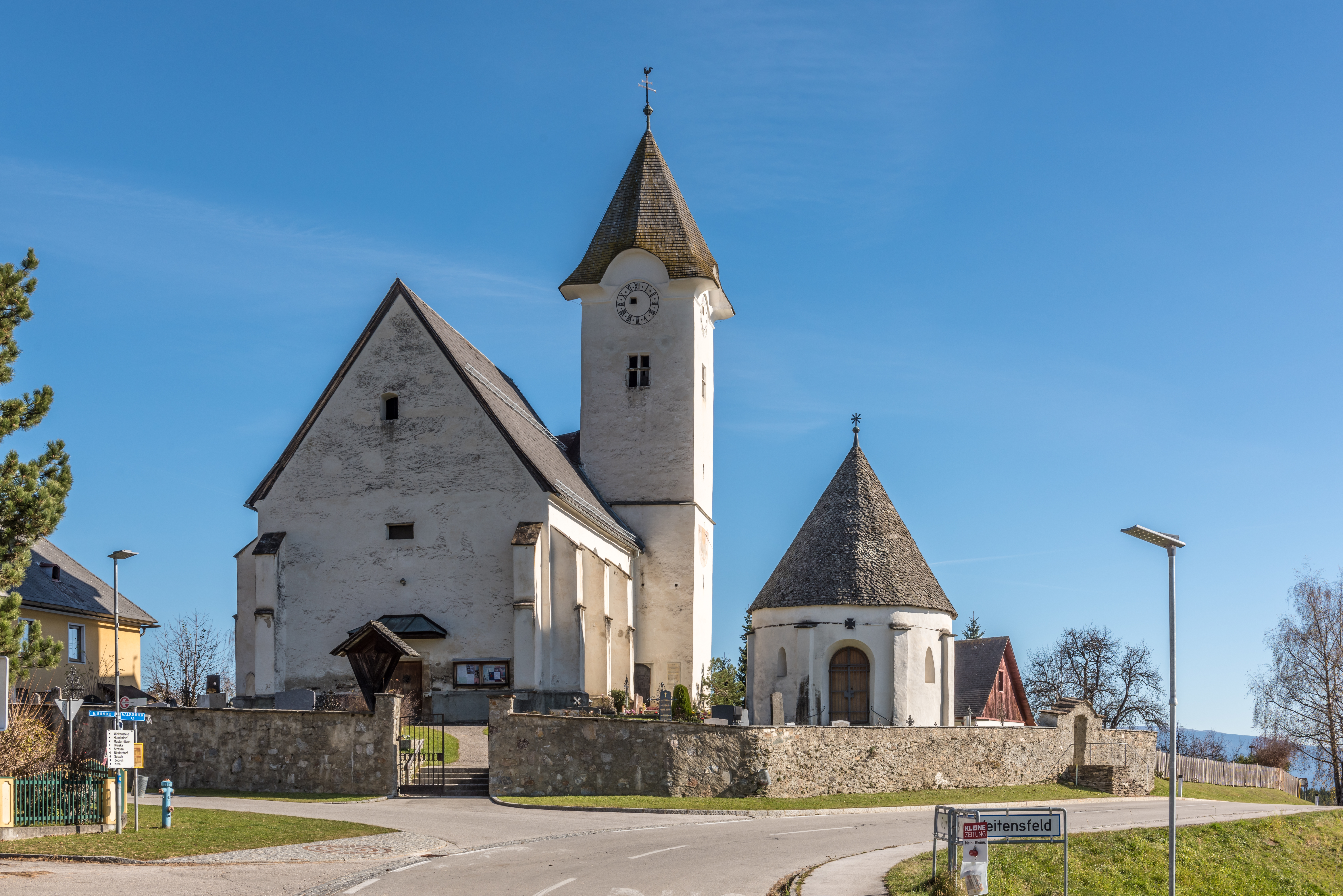
Pfarrkirche, Friedhof und Karner
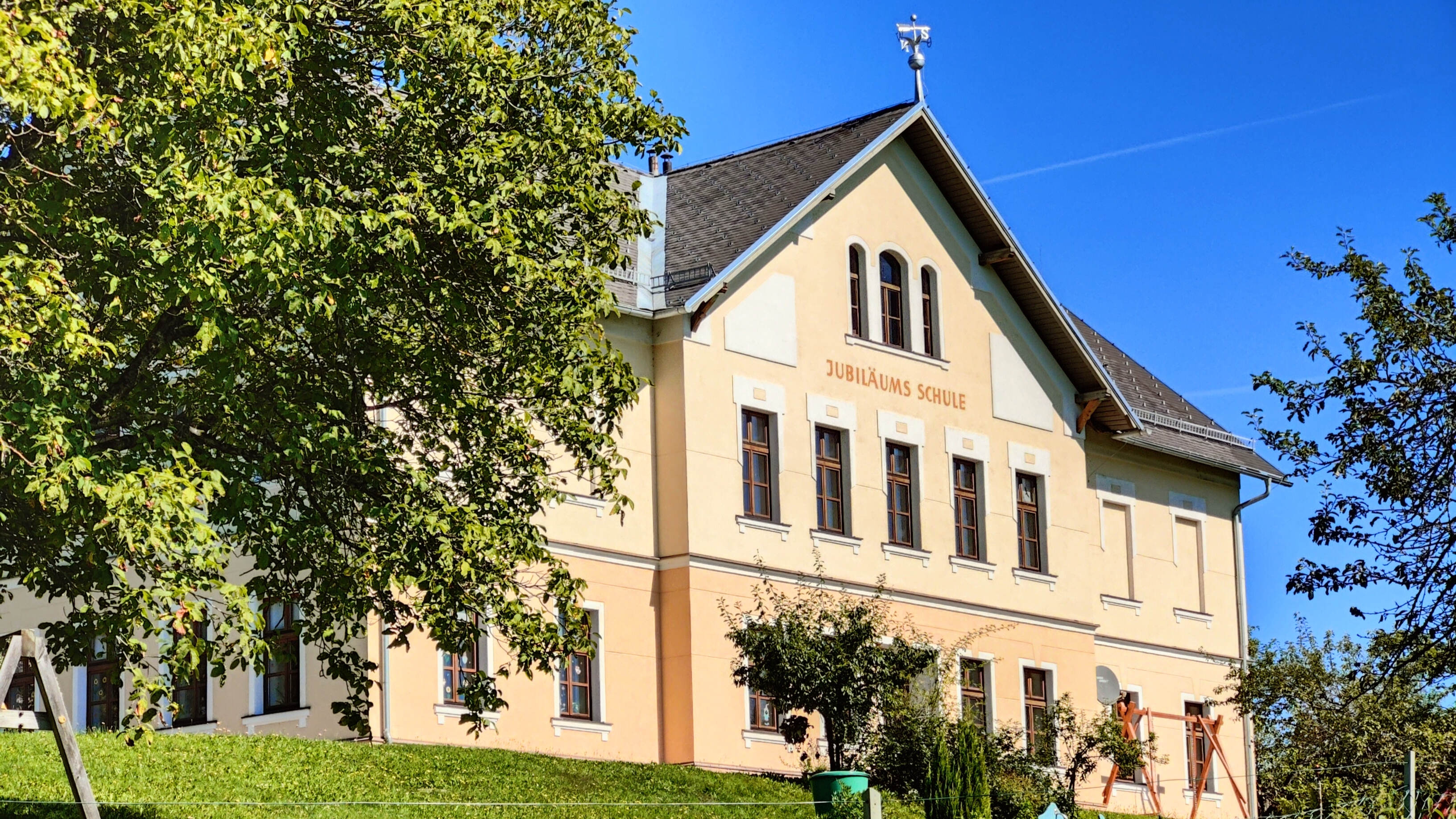
Ehemalige Volksschule
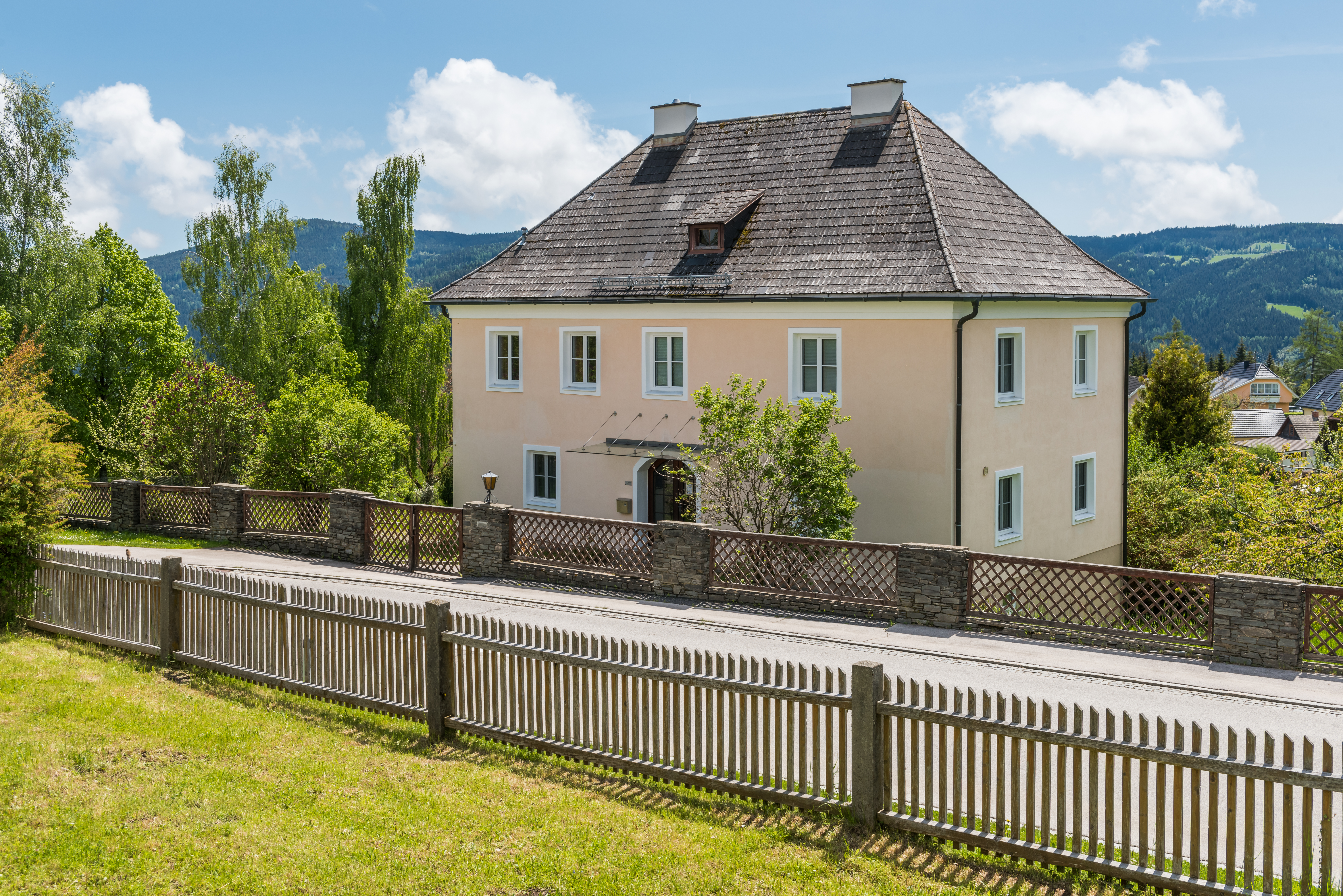
Pfarrhof
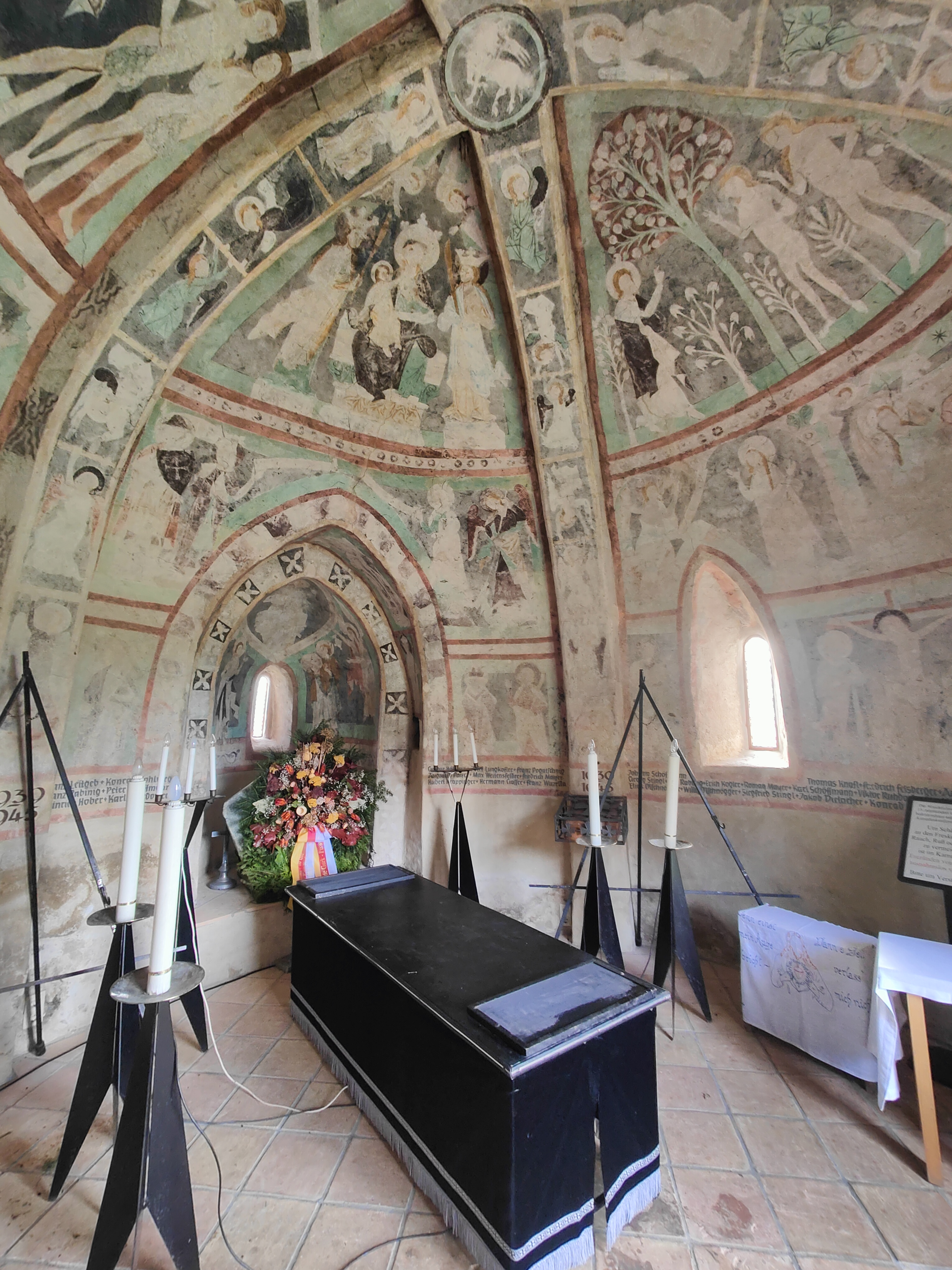
Karner